# Fehér szamárkenyér
A fehér szamárkenyér (Echinops sphaerocephalus) a fészkesvirágzatúak (Asterales) rendjébe és az őszirózsafélék (Asteraceae) családjába tartozó faj.
Nemzetségének a típusfaja.

## Előfordulása
A fehér szamárkenyér eredeti előfordulási területe a kontinentális Európa legnagyobb része - kivéve Portugáliát, Németországot, a Németalföldet, Skandináviát és az európai Oroszország északi felét -, valamint Ázsia nyugati fele, ahol jelen van Közép-Ázsiában, a Himalájában, a Kaukázusban, Törökországban, az Arab-félszigeten, Nyugat-Szibériában és az Arktisz nagyobb szigetein.
Az ember betelepítette a Brit-szigetre, Németországba, a Németalföldre, Svédországba, Kelet-Szibéria partjára, az ausztráliai Új-Dél-Wales nevű államba, és Észak-Amerika északkeleti részére, valamint néhány nyugati államba.

## Alfajai, változata
- Echinops sphaerocephalus subsp. albidus (Boiss. & Spruner) Kouharov
- Echinops sphaerocephalus subsp. sphaerocephalus
- Echinops sphaerocephalus subsp. taygeteus (Boiss. & Heldr.) Kouharov
- Echinops sphaerocephalus var. koelzii (Rech.f.) Parsa

## Képek

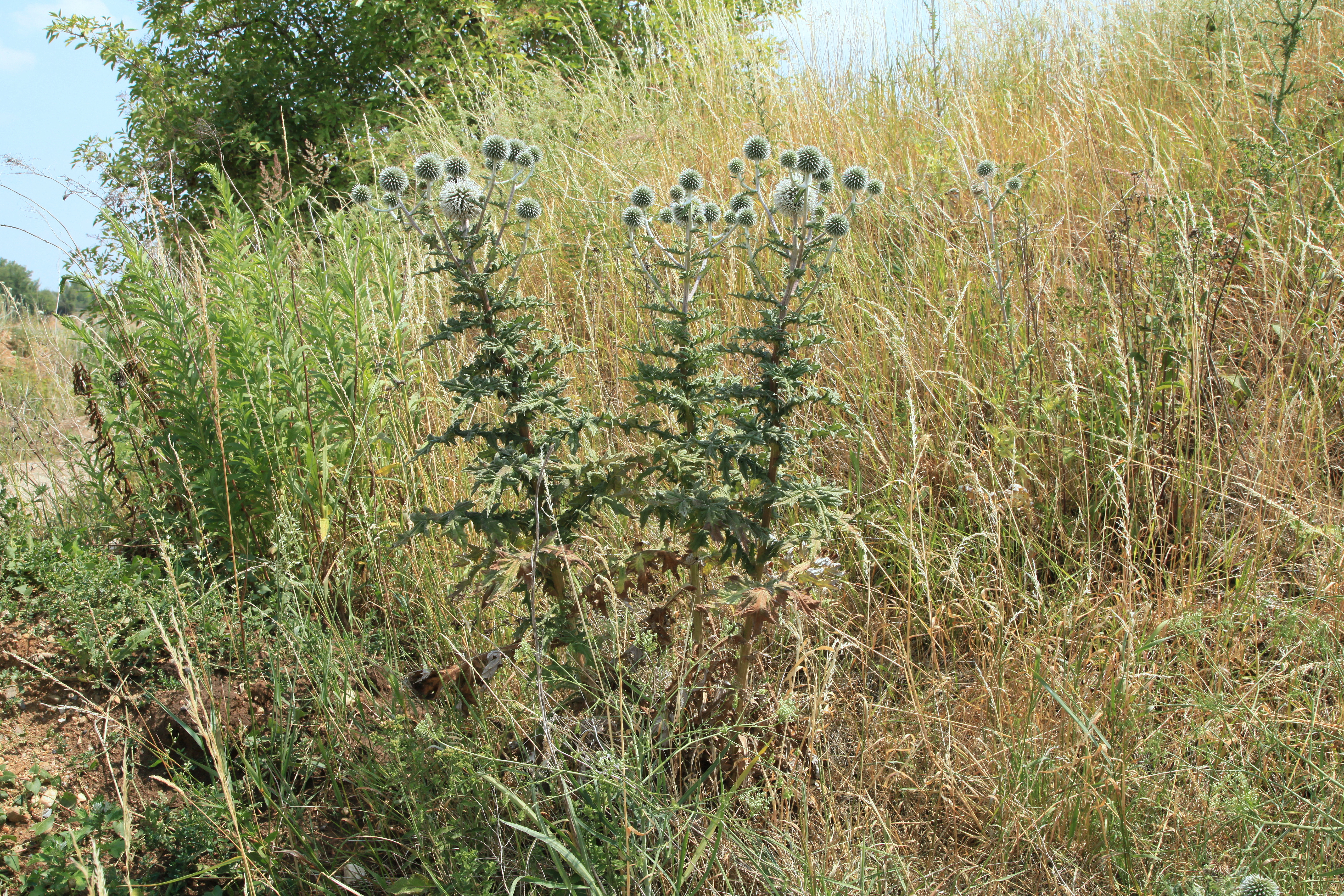
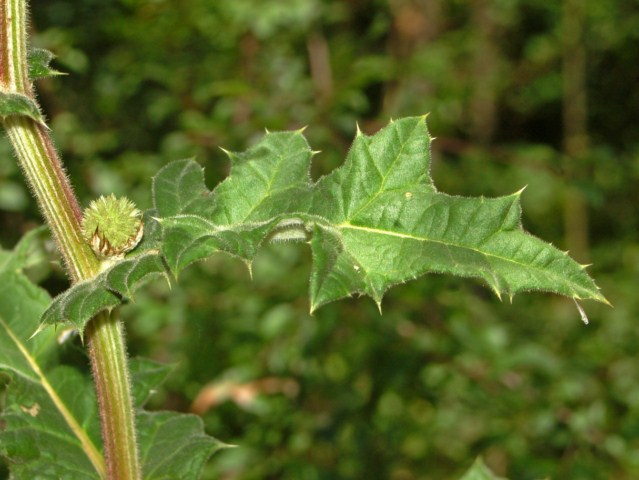
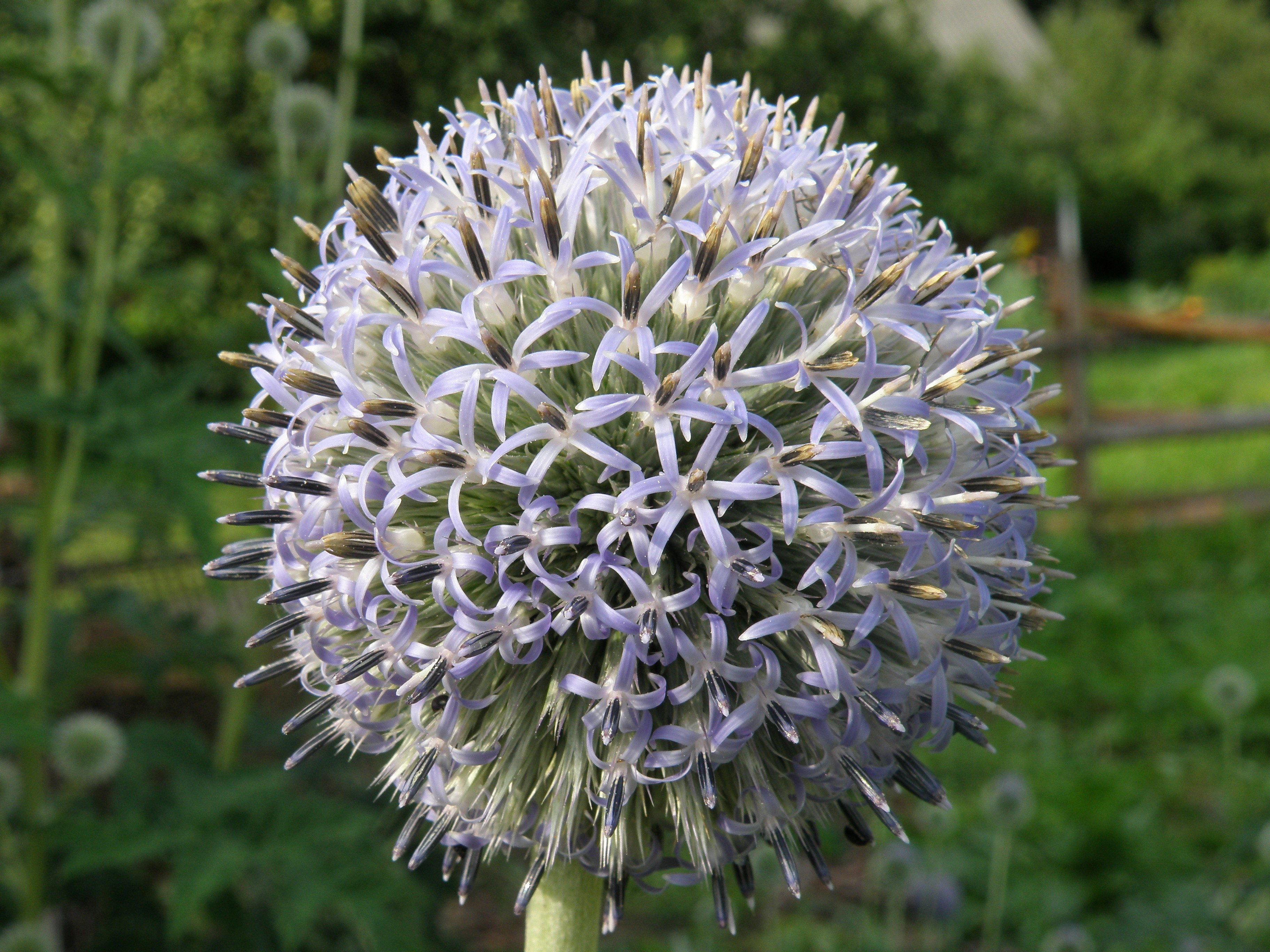
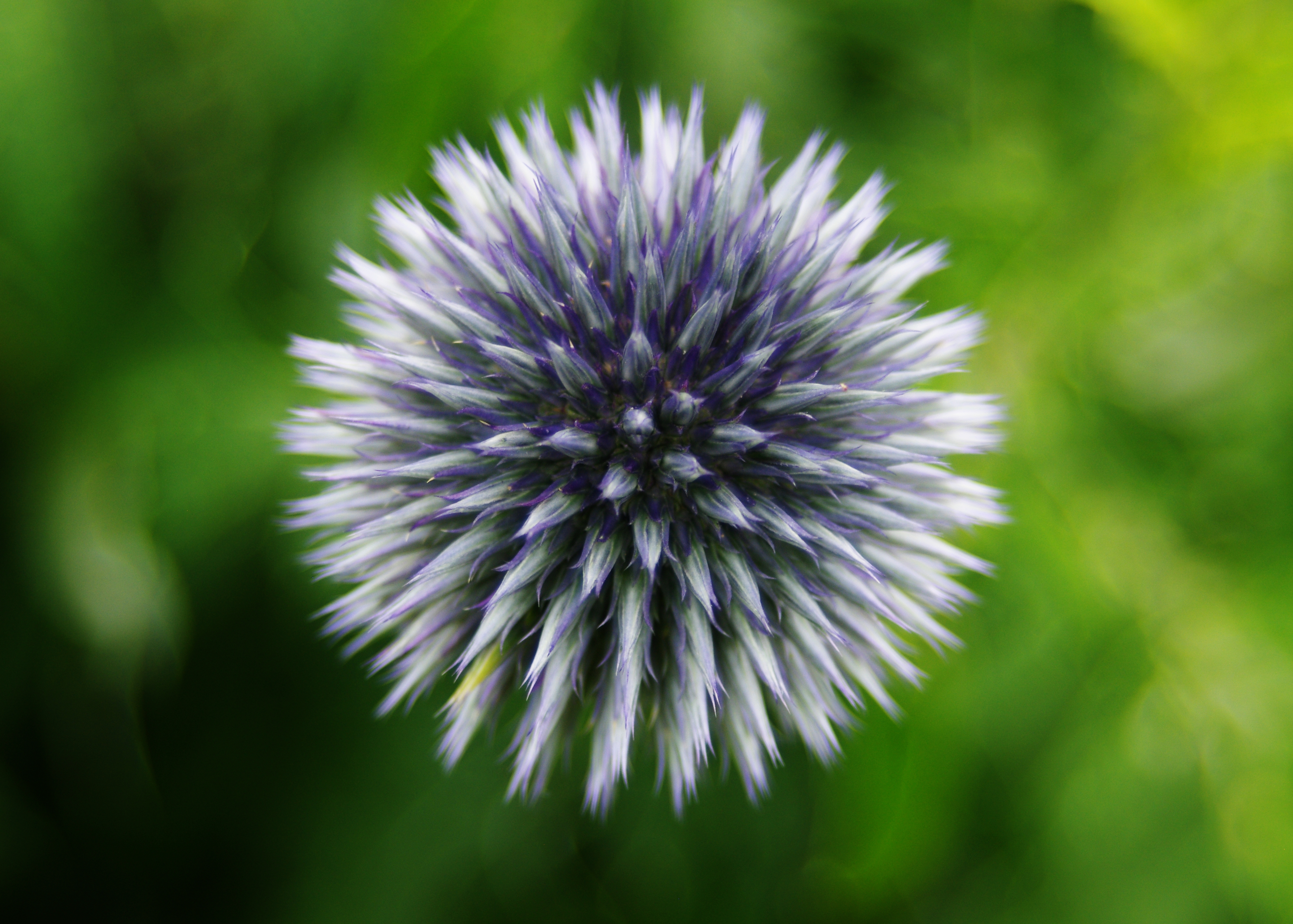
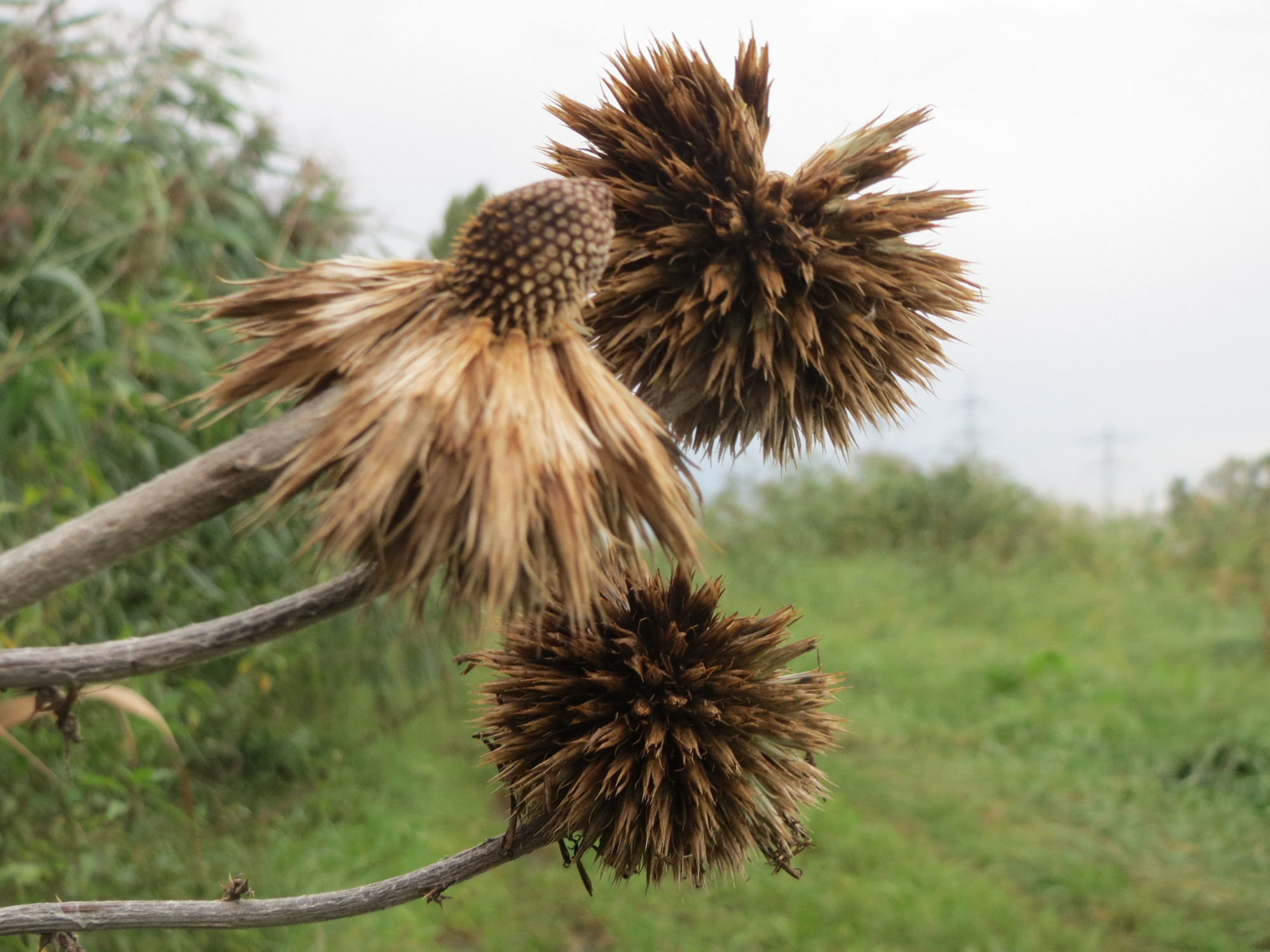

## Megjelenése
Évelő lágy szárú növény, amely általában 50-100 centiméteresre, de néha akár 200 centiméteresre is megnőhet. A felálló, elágazó szürkés szárát szőrzet borítja. A néha nagy, tüskés oldalú, azonban puha levelei zöldek és ragadósak. A kis fehér vagy kékesszürke virágai, 6 centiméteres átmérőjű, gömb alakú virágzatot alkotnak; júniustól szeptemberig nyílik. A termésének 7-8 milliméteres „ernyője” van, mellyel a szél által viteti magát. A mag szeptember-októberben érik meg.